# Segunda Yaputo
Segunda Yaputo es un caserío peruano ubicado en el distrito de Huancabamba, perteneciente a la provincia homónima del departamento de Piura, al norte del Perú. 

## Ubicación
Segunda Yaputo se ubica al noreste de la provincia de Huancabamba, en el distrito de Huancabamba, en el departamento de Piura.

## Demografía
En 2017 Segunda Yaputo tenía una población de 109 habitantes.